# УАК (хокейний клуб, Ужгород)
Хокейна команда Ужгородського Атлетичного Клубу була першим хокейним колективом на Закарпатті.

## Історія
У прем'єрному розіграші Чемпіонату Рутенії з хокею 1934 року атлети УАК вибороли чемпіонський титул. В тому ж році ужгородці перемогли у фінальному матчі Класу ІІ першості Східної Словаччини (третій дивізіон чехо-словацького чемпіонату) Кошицький Атлетичний Клуб з рахунком 2:1.
В 1935-му та 1936-му роках ужгородський УАК також брав участь в крайових першостях, але результати розіграшів на даний час ще не встановлені.
Після окупації Підкарпатської Русі 18 березня 1939 року Угорщиною, ужгородські хокеїсти почали виступи в угорських регіональних змаганнях (другий дивізіон угорської класифікації). В сезонах 1940, 1942 та 1943 років хокеїсти УАК програли всі зустрічі кошицьким командам, закинувши при цьому 0, 3 та 2 шайби відповідно.
З приходом до Закарпаття радянської влади у 1944 році частина хокеїстів УАК, яка не емігрувала, склала кістяк новоствореного ужгородського «Спартака».

## Титули та досягнення
- Внутрішні
  -  Чемпіон Рутенії (1): 1934
- Міжнародні
  -  Переможець першості Східної Словаччини у Класі ІІ (1): 1934

## Колишні гравці та тренери
Воротарі: ...

Захисники: ...

Нападники: Чонгар, Кешко.

Тренери: ...